# Beaufort (Isère)
Beaufort ist eine französische Gemeinde mit 576 Einwohnern (Stand: 1. Januar 2022) im Département Isère in der Region Auvergne-Rhône-Alpes; sie gehört zum Arrondissement Vienne und zum Kanton Bièvre. 

## Geografie
Die Gemeinde Beaufort liegt im Becken Plaine de Champlard am Flusssystem Rival, Raille und Oron, etwa 25 Kilometer südöstlich von Vienne. Umgeben wird Beaufort von den Nachbargemeinden Pajay im Norden, Thodure im Osten, Lentiol im Süden, Marcollin im Süden und Südwesten, Saint-Barthélemy im Westen sowie Pommier-de-Beaurepaire im Nordwesten.

## Bevölkerungsentwicklung
| Jahr                       | 1962 | 1968 | 1975 | 1982 | 1990 | 1999 | 2006 | 2012 | 2021 |
| -------------------------- | ---- | ---- | ---- | ---- | ---- | ---- | ---- | ---- | ---- |
| Einwohner                  | 380  | 373  | 337  | 369  | 406  | 415  | 517  | 577  | 580  |
| Quellen: Cassini und INSEE |      |      |      |      |      |      |      |      |      |

## Sehenswürdigkeiten
- Brunnen von Beaufort
- Wasserturm

## Persönlichkeiten
- Joseph Vacher (1869–1898), Serienmörder